# Rayos X (ajedrez)
|       |       |       |       |       |       |       |       |       |  |
|       | a8    | b8    | c8    | d8 rd | e8    | f8    | g8    | h8 kd |  |
| a7    | b7    | c7    | d7 pl | e7    | f7 pd | g7 pd | h7 pd |       |  |
| a6 pd | b6    | c6    | d6    | e6 qd | f6    | g6    | h6    |       |  |
| a5    | b5 pd | c5 rl | d5    | e5 pl | f5    | g5    | h5    |       |  |
| a4    | b4    | c4 pd | d4    | e4    | f4    | g4    | h4    |       |  |
| a3 ql | b3    | c3    | d3    | e3    | f3    | g3 pl | h3 pl |       |  |
| a2 pl | b2    | c2    | d2    | e2    | f2 pl | g2    | h2 kl |       |  |
| a1    | b1    | c1    | d1    | e1    | f1    | g1    | h1    |       |  |
|       |       |       |       |       |       |       |       |       |  |

En ajedrez, los rayos X es un ataque que consiste en que el movimiento de una pieza está siendo tapada por una pieza del bando contrario, a su vez esta puede ser utilizada para obtener ventaja en el juego en futuras jugadas.
El ejemplo que se muestra es de Alekhine-Nestor, Trinidad 1939, toca el turno a las blancas.
1.Tc8 Dxd7
(1...Txc8 2.De7 Dxe7 3.dxc8/D+ De8 4.Dxe8#)
2.Df8+! 1-0
Las negras abandonan en vista de: 2...Txf8 3.Txf8#.
Los movimientos están dados en notación algebraica.